# Зед и две нули
„Зед и две нули“ (на английски: A Zed & Two Noughts) е британско-нидерландски филм от 1985 година, сюрреалистична черна трагикомедия на режисьора Питър Грийнауей по негов собствен сценарий.
В центъра на сюжета са двама близнаци, които работят в зоопарк и под предлог, че извършват научни изследвания, заснемат разлагащи се животински трупове, връзката им с жена с ампутиран крак и опита им да заснемат разлагането на собствените си тела. Главните роли се изпълняват от Брайън Дийкън, Ерик Дийкън, Андреа Фереол, Франсис Барбър, Джос Акланд.